# Assedio di Fort Augustus
L'assedio di Fort Augustus ebbe luogo tra il 22 febbraio e 1 marzo 1746 durante la seconda insurrezione giacobita del 1745. Dopo un breve confronto le forze governative si sono arrese a quelle giacobite, le quali poi si mossero per la conquista di Fort William con la stessa artiglieria catturata a Fort Augustus. 

## Antefatto
Dopo l'insurrezione del 1715 fu costruita una linea di forti lungo quello che oggi è conosciuto come il Canale di Caledonia: I tre più importanti furono Fort George a Inverness; Fort Augustus e Fort William. Le loro guarnigioni furono rinforzate quando iniziò l'insurrezione del 1745, ma le difese state trascurate ed erano in cattivo stato. Tuttavia, fu solo quando i giacobiti si ritirarono dal castello di Stirling nel febbraio 1746 che fu fatto uno sforzo serio per catturarli. 
Nel dicembre del 1745 una forza di 600 uomini delle Independent Highland Companies di recente formazione, create per supportare le forze hannoveriane liberò il forte dal clan giacobita dei Fraser di Lovat dopo una piccola schermaglia senza però riscontrare perdite o uccisioni.
Intanto nonostante fosse ben rifornito, Fort George si arrese senza combattere; il suo governatore, il maggiore Grant, un parente stretto del giacobita Lord Lovat fu in seguito posto sotto corte marziale e dismesso. Le guarnigioni di Fort Augustus e Fort William stavano razziando la campagna circostante, gran parte della quale apparteneva a Lochiel e MacDonald di Keppoch. Per proteggere le loro terre, chiesero che i forti fossero presi; il 21 febbraio un contingente di regolari irlandesi dell'esercito francese del colonnello Walter Stapleton e 1500 membri dei clan Cameron e MacDonald arrivarono fuori Fort Augustus. 

## L'assedio
Fort Augustus si trova all'estremità sud-ovest di Loch Ness, in un incrocio chiave delle strade militari costruite dopo il 1715; costruito nel 1729, il forte sostituì una caserma nota come Kilwhimen Barracks. Invece di essere costruito su una altura, fu posto su una penisola circondata da Loch Ness e dai fiumi Oich e Tarff. Cumberland riteneva che non potesse essere difeso per più di pochi giorni e scrisse che Fort William era l'unico di una certa importanza. 
A pianta quadrata con bastioni angolati su ogni lato, il forte fu progettato "più... per ornamento che per forza", come dimostrazione della presenza del governo nelle Highlands scozzesi. Le mura erano deboli, mentre i cannoni da sei libbre che fornivano il fuoco difensivo erano installati in cima ai quattro bastioni, in piena vista dai nemici. La guarnigione era composta da tre compagnie del reggimento di Guise comandate dal maggiore Hugh Wentworth. Gli mancavano artiglieri addestrati e stazionò una delle sue compagnie nella vecchia caserma di Kilwhimen, una posizione isolata a sud del forte. Questo fu rapidamente preso dai regolari francesi di Stapleton, e il suo ingegnere Grant iniziò le operazioni di assedio il 22 febbraio 1746. 
Secondo un testimone oculare, i giacobiti avevano tre batterie, una di fronte al cancello principale e due che sparavano da nord. Questi ebbero scarso effetto, ma la maggior parte del danno da tre mortai coehorn; il primo giorno, una granata di uno di questi fece saltare in aria il magazzino del forte, distruggendone uno dei bastioni. Un secondo colpo ha causato l'esplosione di un altro caricatore il giorno successivo, ma il fuoco è continuato per altri quattro giorni senza ulteriori impatti. La guarnigione capitolò il 1 marzo senza vittime e si ritenne che Wentworth si fosse arreso troppo presto; fu successivamente sottoposto alla corte marziale e congedato dall'esercito.

## Conseguenze
I giacobiti si trasferirono a Fort William, l'ultimo punto di forza del governo lungo la Great Glen, una struttura molto più forte. L'assedio di Fort William fu abbandonato all'inizio di aprile.